# Josef Tureček
Josef Tureček (17. července 1900 Plzeň – 9. října 1979 Praha) byl český právník a právní historik, profesor církevního a správního práva na Právnické fakultě Univerzity Karlovy a v letech 1948–1952 také její děkan.

## Život a působení
Narodil se do rodiny železničáře, roku 1919 absolvoval reálné gymnázium v Plzni a poté začal studovat na pražské právnické fakultě, kde v roce 1926 získal titul doktora práv. Na fakultě zůstal a stal se nejdříve asistentem v historickém oddělení knihovny. Ačkoli byl politicky zaměřen levicově, už od dob studií se nejvíce zajímal o církevní právo, ve kterém se také roku 1928 habilitoval. Úzce spolupracoval s profesorem Hobzou, např. na vydání základní učebnice Úvod do církevního práva (1929, 1936). Ve 30. letech dále vydal studie Povaha kultových práv k věcem (1934) a Kapitoly z konfesního práva československého (1936), ve kterých se mj. zabýval vztahem církevního majetku a státní suverenity. V roce 1935 byl jmenován mimořádným profesorem, řádným se stal až po válce na konci roku 1946. V roce 1939 se oženil s Ludmilou Laštovkovou.
V nových poválečných podmínkách vstoupil do KSČ, byl aktivní v ROH a podílel se na tehdejších reformách právnických studií (Reforma právnického studia, 1946). V přelomových událostech na začátku roku 1948 podepsal (spolu s Antonínem Hobzou) prokomunistickou výzvu Kupředu, zpátky ni krok!, jež byla vydána dne 25. února 1948 pro podporu komunistického převratu. Poté byl členem fakultního akčního výboru, senátu čestného soudu a disciplinární komise. Do vedení fakulty jej navrhl „akční výbor pokrokového studentstva“, návrh byl přijat a mezi lety 1948–1952 Tureček fakultu vedl jako děkan. Vzhledem ke změně poměrů po Únoru 1948, kdy bylo církevní právo jako samostatný předmět z osnov vyřazeno, začal přednášet v oboru správní vědy a správního práva. Začal se také hlouběji zabývat právní historií, na historickoprávní katedře vedl oddělení obecných dějin státu a práva a pro účely výuky vydal zejména Světové dějiny státu a práva ve starověku (1963). Na odpočinek odešel v roce 1970, současníky byl oceňován především za „budování socialistické právnické fakulty“.